# Матюшин, Александр Владиславович
Александр Владиславович Матюшин (род. 27 ноября 1990 года) - российский пловец в ластах.

## Карьера
Тренируется у ЗТр А.М. Салмина.
Чемпион Европы в эстафете 4×3000 м  Испания, г.Линьяно.
Призер чемпионата Европы 2010г  Казань 6000м, 20000м.
Победитель и призер кубков Мира и финалов кубка Мира 2009, 2010, 2011, 2012 гг.
Многократный чемпион и призер чемпионатов кубков и первенств России.
Победитель и призёр ряда национальных и международных турниров .
Спортсмен-инструктор отделения подводного спорта Новосибирского Центра ВСМ.